# Globba arracanensis
Globba arracanensis là một loài thực vật có hoa trong họ Gừng. Loài này được Kurz mô tả khoa học đầu tiên năm 1870.